# Hassan (arrondissement)
Hassan (arabiska: حسان) är ett arrondissement i Marockos huvudstad Rabat. Antalet invånare var 108 179 vid folkräkningen 2014.